# Andorra op het Eurovisiesongfestival

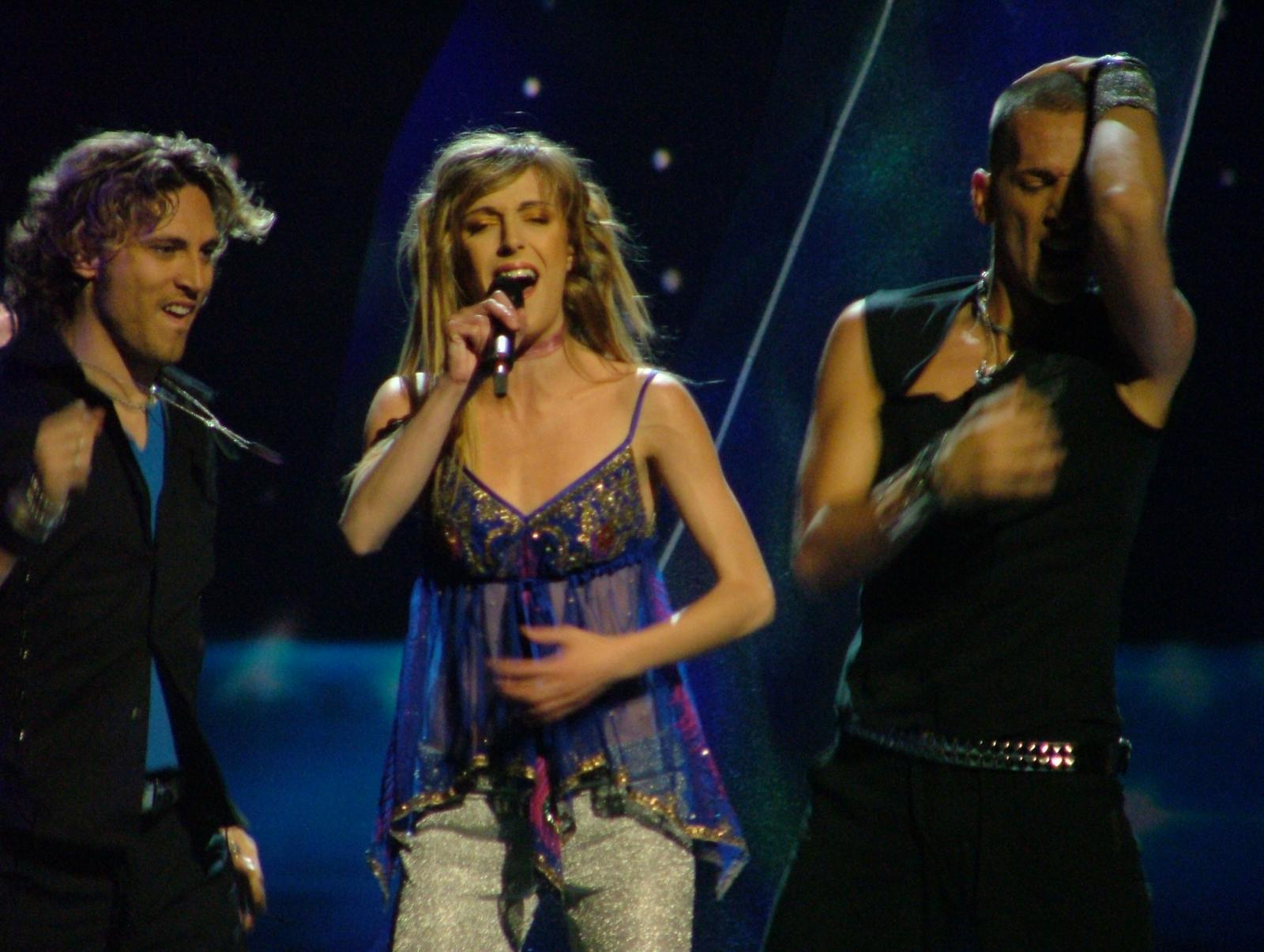
Marta Roure zong Jugarem a estimar-nos in Istanboel

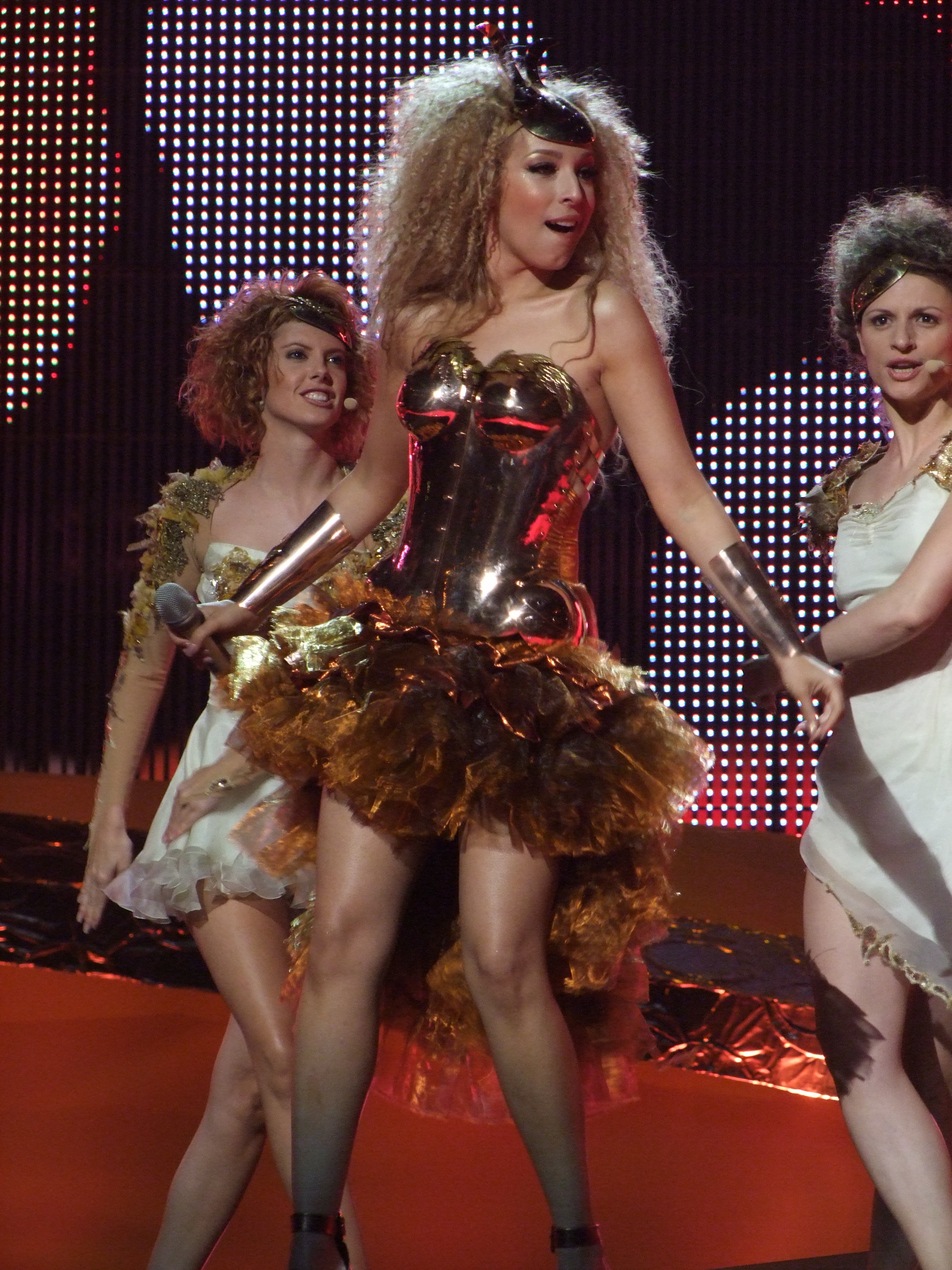
Gisela tijdens het Eurovisiesongfestival 2008

Andorra deed van 2004 tot en met 2009 mee aan het Eurovisiesongfestival. Het bergstaatje is, met 6 deelnames en geen enkele kwalificatie voor de finale, een van de minst succesvolle landen in de geschiedenis van het songfestival. Sinds 2010 doet Andorra niet meer mee aan het liedjesfestijn.

## Debuut
In 2004 werd via een lange wedstrijd gezocht naar de artiest die Andorra voor het eerst in de geschiedenis op het songfestival mocht vertegenwoordigen. In de televisie-uitzending 12 Punts konden de kijkers uit Andorra en Catalonië uiteindelijk de kandidaat kiezen. Zij beslisten hierin dat de Spaanse zangeres Marta Roure met het in het Catalaans gezongen lied Jugarem a estimar-nos naar Istanboel mocht. Hiermee zou het de eerste keer in de historie zijn dat de Catalaanse taal op het songfestival ten gehore werd gebracht. Veel succes leverde het Andorra echter niet op; behalve de volle 12 punten van Spanje kreeg het van geen enkel ander land punten. Roure strandde zodoende op een 18de plaats en mocht niet door naar de finale.

## 2005 en 2006
Een jaar later, in 2005, werd de kandidaat gezocht via het televisieprogramma Eurocasting. De Nederlandse zangeres Marian van de Wal, die al jaren in Andorra woonde, won met het door Rafael Artesero geschreven liedje La mirada interior. Van de Wal mocht voor Andorra afreizen naar Kiev en haalde daar 27 punten, waaronder ook 7 uit Nederland. Het was echter niet genoeg om door te gaan naar de finale, want ze eindigde als 23ste op 25 deelnemers.
Omdat Andorra voor het Eurovisiesongfestival van 2006 beter voor de dag wilde komen dan de twee voorgaande jaren besloot de nationale televisiezender RVTA een strenge en grote voorselectie te houden. Deze wedstrijd, waaraan 44 kandidaten meededen, trok veel belangstelling en werd in het kleine Pyreneeënstaatje een kijkcijferhit. Uiteindelijk werd bekend dat de Spaanse zangeres Jennifer met het nummer Sense tu voor Andorra naar Athene zou gaan, maar niet iedereen was daar blij mee. De schrijver van het nummer was namelijk wederom Rafael Artesero, die een jaar eerder ook al verantwoordelijk was geweest voor de inzending van Andorra en toen allesbehalve succes had geboekt. Bovendien begrepen velen niet waarom er wederom voor een Catalaans nummer was gekozen; Andorra had hier immers al twee slechte ervaringen mee gehad, waarschijnlijk omdat vrijwel niemand in Europa de Catalaanse taal verstaat en de taal ook qua klank niet kent. Gepleit werd er dan ook voor een Engelstalig of Franstalig liedje. Ondanks alle kritiek trad Jennifer toch aan op het songfestival, maar de critici kregen gelijk toen de zangeres de plank behoorlijk missloeg en ervoor zorgde dat Andorra in de halve finale met slechts 8 punten als allerlaatste eindigde.

## 2007
Na dit debacle werd het duidelijk dat het anders moest en in 2007 gooide Andorra het over een andere boeg. Met de band Anonymous werd voor het eerst een kandidaat uit het land zelf uitgekozen, en bovendien eentje die met de drie eerdere inzendingen van Andorra niet te vergelijken was. Anonymous was namelijk een punkband bestaande uit enkele hippe jongens, en hun nummer Salvem el món bevatte naast het Catalaans ook Engelse teksten. Het was voor het eerst dat er een punkliedje naar het songfestival werd gezonden. Eindelijk leek Andorra met deze verrassende en originele keuze eens een succesje in de wacht te kunnen slepen, want velen waren ervan overtuigd dat dit hoog zou gaan scoren bij de televoters. Ook de peilingen, waarin Anonymous het lang niet slecht deed, schiepen hoge verwachtingen. Aan het eind van de avond kwam de ontgoocheling echter alsnog, toen Andorra ook dit keer weer niet bij de beste tien landen bleek te zitten die doorgingen naar de finale. Het kleine landje had met Salvem el món 80 punten binnengesleept en een 12de plaats weten te bemachtigen.

## 2008 en 2009
Ondanks de tegenvallende resultaten bleef Andorra ook in 2008 en 2009 van de partij op het songfestival. Voor spek en bonen echter, want ook deze pogingen tot een succes strandden hopeloos in de halve finale. Met zes deelnames in de halve finale en geen enkele kwalificatie voor de finale groeide Andorra uit tot een van de minst succesvolle landen in de geschiedenis van het songfestival. Door dit feit, en tevens vanwege de economische crisis, besloot de Andorrese omroep RTVA in 2010 van een nieuwe deelname af te zien. Ook in de jaren die volgden keerde Andorra niet terug op het Eurovisiesongfestival.
Vanwege de economische crisis en de vele bezuinigingen die nodig zijn binnen de omroep, besloot de RTVA zich in november 2011 terug te trekken uit het lidmaatschap van de EBU. Dit heeft als gevolg dat Andorra zeker niet kan deelnemen aan het Eurovisiesongfestival en Junior Eurovisiesongfestival tot een andere Andorrese zender het lidmaatschap heeft.

## Toekomstige deelnames
Na een afwezigheid van 11 jaar lijkt de RTVA interesse te hebben voor het festival. De Catalaanse website, El Nacional, liet weten dat de RTVA een akkoord zal sluiten met de Andorrese regering, die de kosten voor het festival zullen dekken. Fans van het festival gingen er hierdoor vanuit dat Andorra een terugkeer zal maken op het eurovisiesongfestival. Het tegendeel werd in mei 2020 bewezen, de Andorrese omroep verklaarde geen interesse te hebben in het festival en liet daarmee weten niet deel te nemen aan het Eurovisiesongfestival 2021. In augustus 2020 verklaarde oud-deelneemster, Susanne Georgi, dat de RTVA en de Andorrese regering zich aan het voorbereiden waren voor een terugkeer in 2022. Andorra nam niet deel aan het festival in 2021 wegens de coronapandemie maar was ook in 2022 afwezig.

## Andorrese deelnames
| Jaar | Artiest           | Titel                 | Fin. | Ptn. | Semi | Ptn. | Taal                |
| ---- | ----------------- | --------------------- | ---- | ---- | ---- | ---- | ------------------- |
| 2004 | Marta Roure       | Jugarem a estimar-nos | X    | X    | 18   | 12   | Catalaans           |
| 2005 | Marian van de Wal | La mirada interior    | X    | X    | 23   | 27   | Catalaans           |
| 2006 | Jenny             | Sense tu              | X    | X    | 23   | 8    | Catalaans           |
| 2007 | Anonymous         | Salvem el món         | X    | X    | 12   | 80   | Catalaans en Engels |
| 2008 | Gisela            | Casanova              | X    | X    | 16   | 22   | Engels              |
| 2009 | Susanne Georgi    | La teva decisió       | X    | X    | 15   | 8    | Catalaans en Engels |

| Kleur | Betekenis      |
| ----- | -------------- |
|       | Eerste plaats  |
|       | Tweede plaats  |
|       | Derde plaats   |
|       | Laatste plaats |
|       | Gastland       |

## Punten
In de periode 2004-2009. Punten uit de halve finale zijn in deze tabellen niet meegerekend.
| \| Plaats \| Land \| Punten \| \| ------ \| ----------- \| ------ \| \| 1 \| Spanje \| 60 \| \| 2 \| Oekraïne \| 33 \| \| 3 \| Frankrijk \| 26 \| \| 5 \| Finland \| 21 \| \| 5 \| Griekenland \| 21 \| |             |        |
| Plaats | Land        | Punten |
| 1 | Spanje      | 60     |
| 2 | Oekraïne    | 33     |
| 3 | Frankrijk   | 26     |
| 5 | Finland     | 21     |
| 5 | Griekenland | 21     |

### Twaalf punten gegeven door Andorra
(Vetgedrukte landen waren ook de winnaar van dat jaar.)
| Jaar | Land     |
| ---- | -------- |
| 2004 | Spanje   |
| 2005 | Spanje   |
| 2006 | Spanje   |
| 2007 | Oekraïne |
| 2008 | Spanje   |
| 2009 | Spanje   |

2004 · 2005 · 2006 · 2007 · 2008 · 2009 · 2010-2025